# Prasophyllum elatum
Prasophyllum elatum är en orkidéart som beskrevs av Robert Brown. Prasophyllum elatum ingår i släktet Prasophyllum och familjen orkidéer. Inga underarter finns listade i Catalogue of Life.

## Bildgalleri

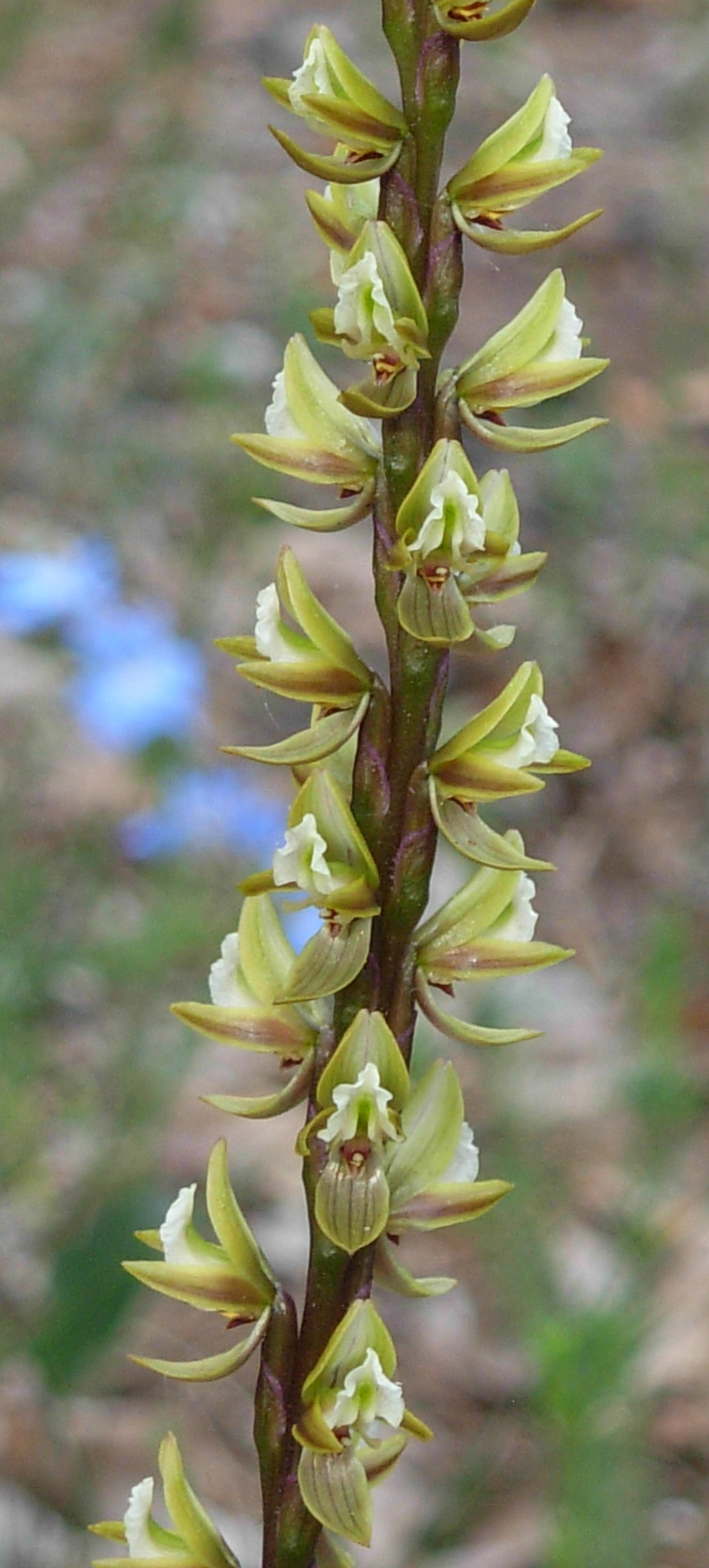